# Гуль (Цілком таємно)
Гуль (англ. Ghouli) — 5-й епізод одинадцятого сезону серіалу «Цілком таємно». Прем'єра в мережі «Фокс» відбулася 31 січня 2018 року. Під час початкового ефіру в США його переглянули 3.64 мільйона глядачів.

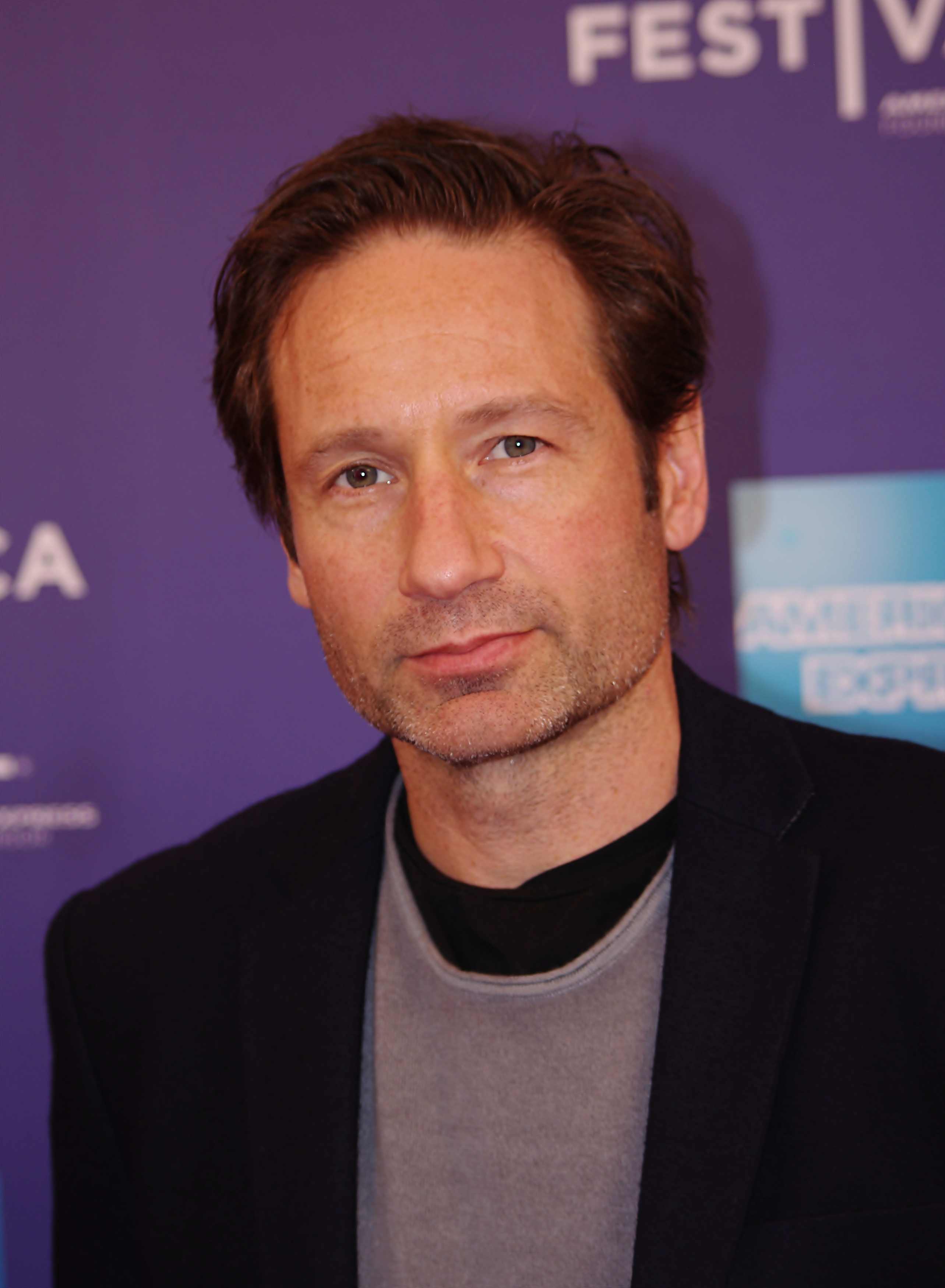

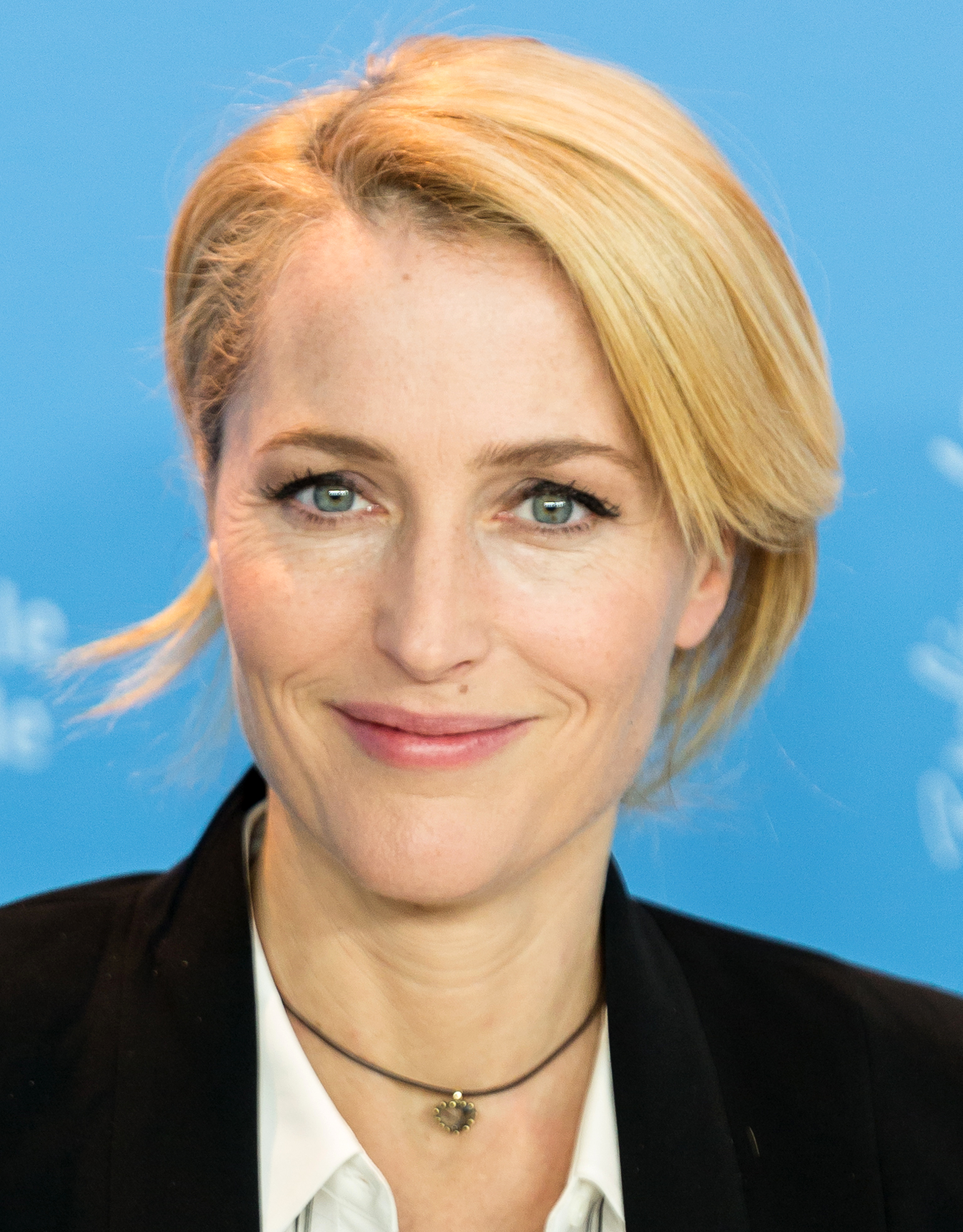

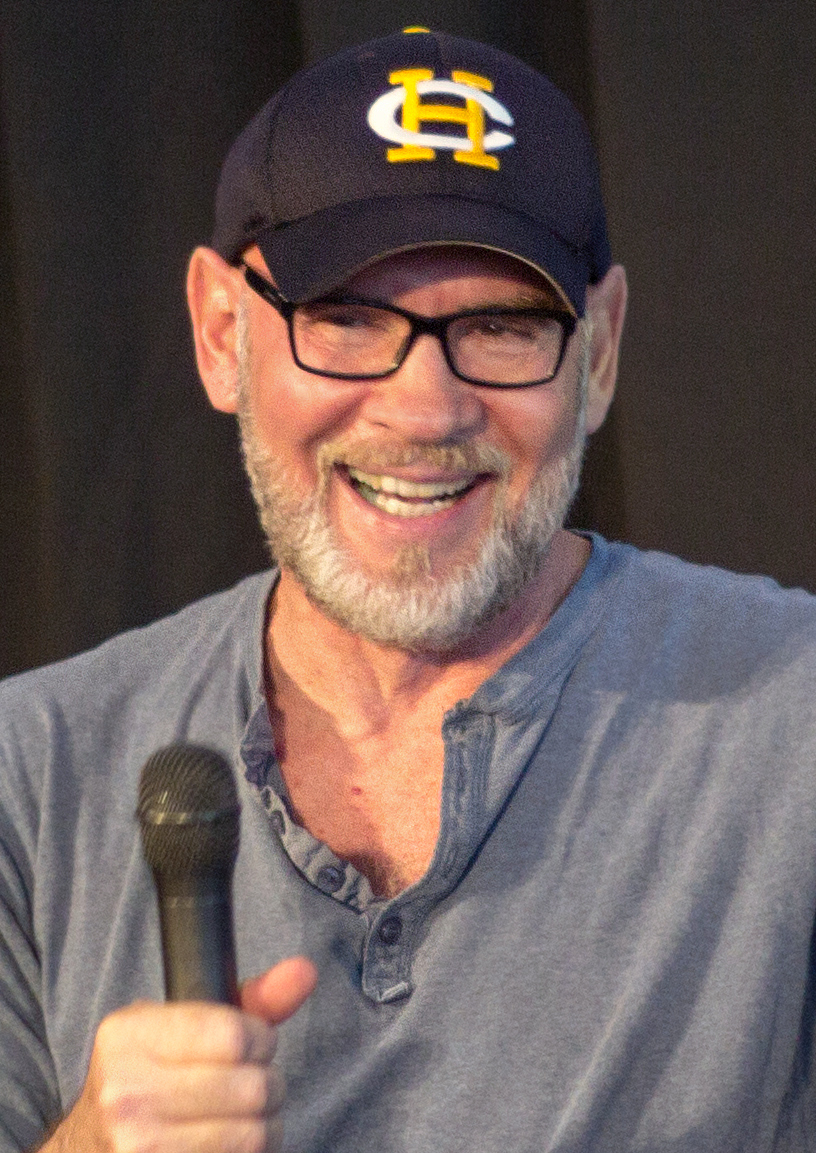

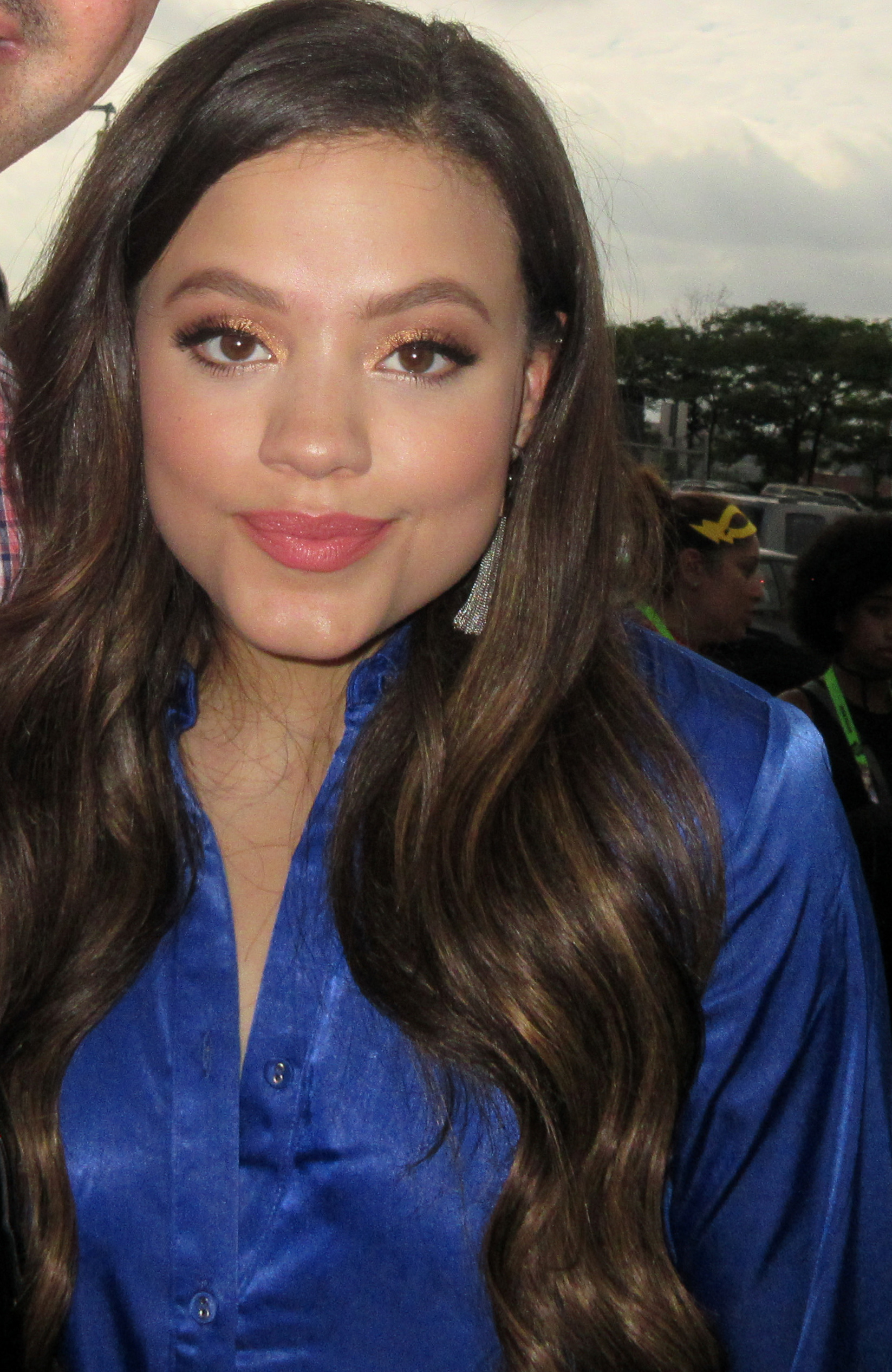

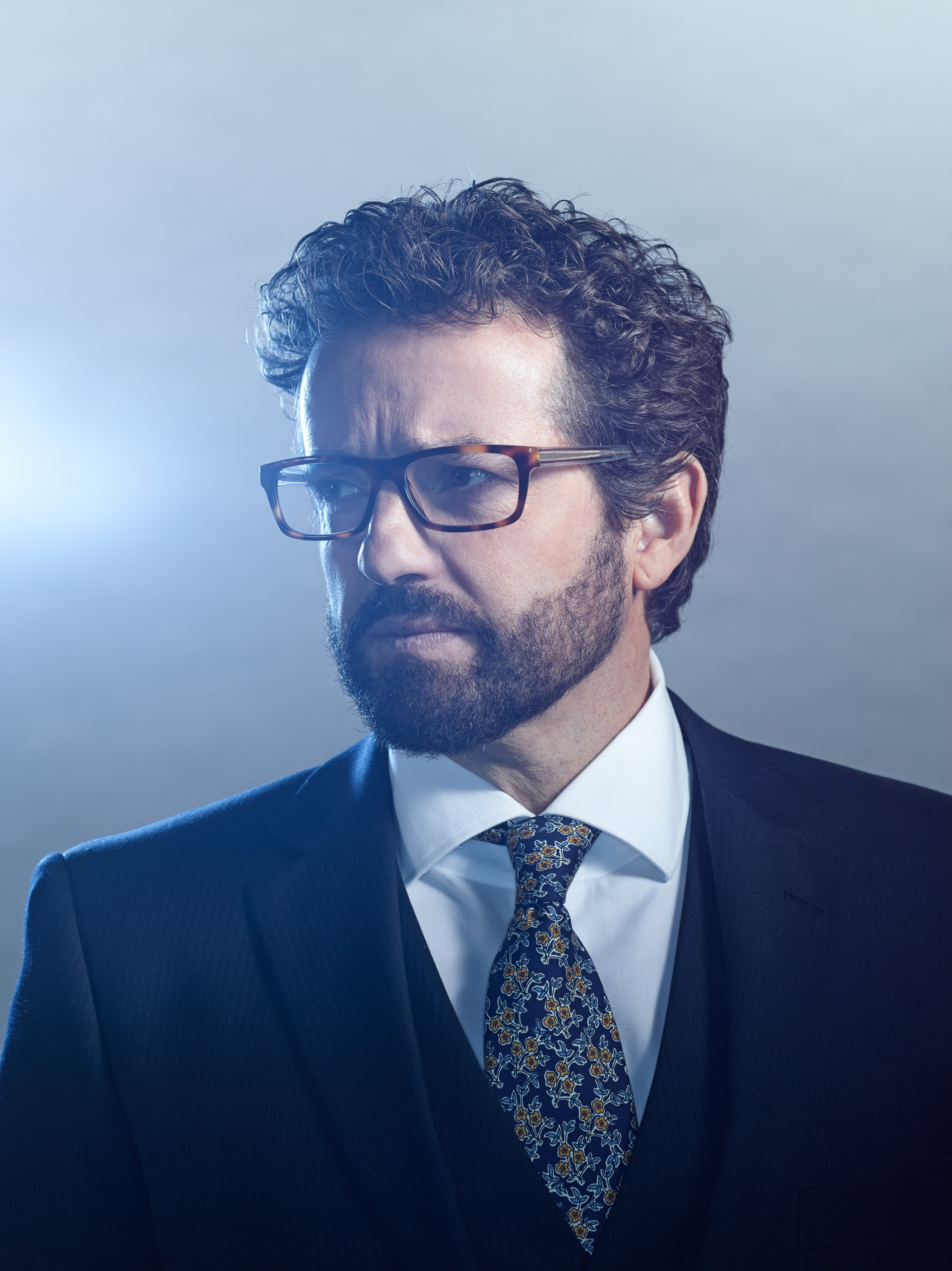

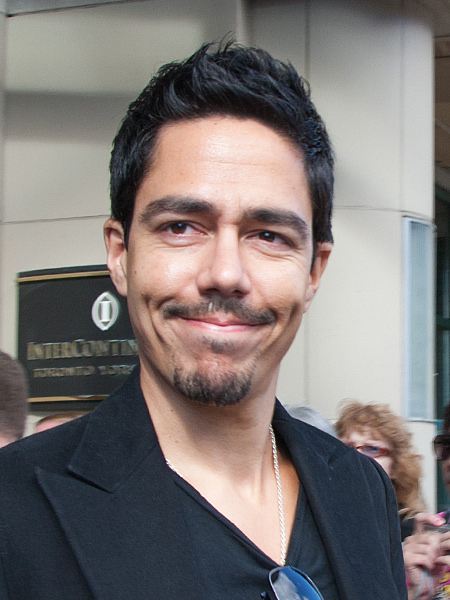

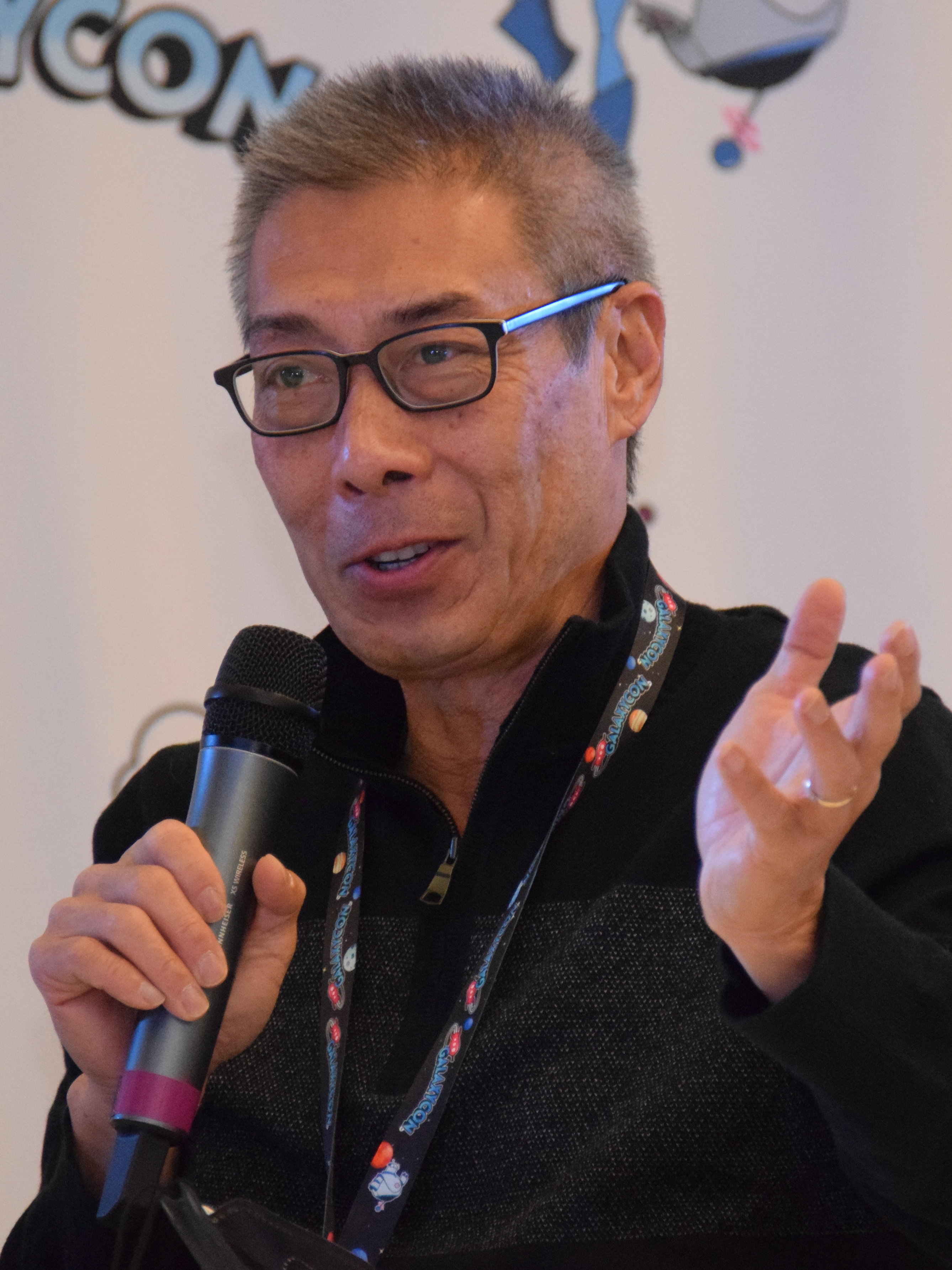

Двійко дівчат-підлітків нападають одна на одну, кожна з яких вважає, що інша — чудовисько, яке зветься «Гуль». Малдер та Скаллі роблять висновок, що це розслідування привело їх до втраченого сина Вільяма.

## Зміст
Ви бачите те, що я хочу, аби ви бачили
Дві дівчинки-підлітки Сара Тернер і Бріанна Степлтон уночі приходять на проіржавілий і занедбаний пором «Химера». Вони поодинці оглядають пришвартоване судно на різних палубах. Дівчата звинувачують одна одну в тому, що одна з них є «Гуль». Бріанна провалюється через гниле дерев'яне перекриття і падає поруч із Сарою. Дівчата бачать одна в одній величезного монстра. Вони завдають обопільно серйозних ножових поранень.
Дейна Скаллі розплющує очі і розуміє, що в заціпенінні лежить у чужій спальні. Скаллі спиною відчуває присутність у кімнаті незнайомця, хапається за пістолет та починає переслідування. Дейна йде по таємничому будинку нескінченними колами і весь час опиняється в одній спальні. Все це виявляється сном. Фокс Малдер вважає, що в цьому випадку має місце сонний параліч. Раптом Скаллі помічає на столі Малдера фотографію порома «Химера» і каже, що хоче туди піти. Вона згадує, що бачила уві сні «снігову кулю» з моделлю цього корабля всередині.
Малдер та Скаллі вирушають на пристань, де зустрічаються з детективом Коста. На місці злочину Скаллі помічає кривавий відбиток руки, залишений однією з дівчат на склі капітанського містка, і запитує, хто повідомив про бійку. Коста розповідає, що в службу «9-1-1» надійшов анонімний дзвінок від чоловіка, який був у паніці. Скаллі звертає увагу на людину, яка уважно спостерігає за ними з трапа. Коста повідомляє, що — коли санітар надавав допомогу пораненим дівчаткам — вони питали, чи Гуль не з'являвся. Коли Скаллі повертається, щоб повторно подивитися на таємничого хлопця, він уже безслідно зник.
Малдер та Скаллі сидять у кафе та знаходять в інтернеті сайт «Ghouli.net». Після того, як дівчатка приходять до тями, агенти відвідують їх. Школярки розповідають про побаченого монстра і свої сни, в яких вони — як і Скаллі, бачили будинок-лабіринт й снігову кулю з кораблем усередині. З'ясовується, що у видіннях дівчат той самий хлопець — Джексон ван де Камп. Таке ж прізвище носять усиновлювачі зниклого сина Скаллі Вільяма. Агенти прибувають до будинку Ван де Кампів. Усередині будівлі лунають два постріли, і Скаллі з Малдером вламуються до будинку. Скаллі розуміє, що це той самий особняк з її сну. На підлозі лежать тіла чоловіка та жінки. Згори лунає третій постріл. Скаллі піднімається і знаходить закривавлений труп Джексона Ван Де Кампа. Розслідування злочину починає детектив Коста, який вважає, що Джексон убив батьків, а потім застрелився сам. Скаллі та Малдер оглядають спальню Джексона і знаходять книгу Пітера Вонга «Майстер пікапа. Мемуари вовка в овечій шкурі».
Скаллі помічає на полиці снігову кулю з вітряком та написом «Ми більше не в Канзасі» — цитатою з фільму «Чарівник із країни Оз».
Дейна приходить до моргу, де знаходиться тіло Джексона ван де Кампа. Вона уважно дивиться на обличчя хлопчика, вкрите сухою кров'ю, і зрізає пасмо волосся для проведення тесту ДНК. Скаллі починає розмовляти з Джексоном, не знаючи, чи є він її сином, і вибачається за те, що не була поряд з ним. З'являється Малдер, який веде Скаллі з моргу. Після того, як вони зачиняють двері, блискавка мішка для тіла повільно відчиняється, Джексон сідає на столі і розминає шию.
Скаллі спить на кушетці і знову переживає напад сонного паралічу. Вона бачить спалахи на капітанському містку «Химери», і що ширяє над мостом НЛО та закривавлену руку прибульця. Доктор Гарріс будить Скаллі і запитує, куди поділося тіло Джексона. Агенти розуміють, що труп безвісти зник. На виході з лікарні Скаллі стикається з Пітером Вонгом — людиною, яку вона бачила на пристані біля порома. Вонг цікавиться сніговою кулею з млином і радить Скаллі не втрачати з уваги всю картину.
Волтер Скіннер у присутності Курця розмовляє з Малдером і звинувачує його у створенні перешкод слідству, яке ведуть Міністерство оборони та міністерство юстиції. У відповідь Малдер заявляє, що Пентагон бере участь в урядовій змові і намагається замести сліди. Курець говорить Скіннеру, що Малдера напевно зацікавить проєкт «Перекрестя». Скіннер зустрічається з Малдером на борту «Химери» і радить йому припинити розслідування. Він розповідає, що після падіння НЛО в Розвеллі уряд вивчав технології прибульців у всіх напрямках. У 1970-ті роки стартувала програма євгеніки «Перехрестя», в рамках якої вчені вирішили схрестити ДНК людей та прибульців. Однак згодом проєкт був визнаний невдалим, оскільки ніхто не міг передбачити, на що будуть здатні піддослідні з гібридною ДНК. Малдер каже, що Джексон ван де Камп був учасником програми та, як показав аналіз ДНК, він є сином Скаллі.
Джексон відвідує Бріанну в лікарні та каже, що йому доводиться ховатися, оскільки на нього оголошено полювання. Він пояснює, що Гуль не існує, це лише вигадка. Малдер і Скаллі приїжджають у госпіталь, де Коста повідомляє їм, що Джексон живий: Сара Тернер надіслала детективу фотографію Джексона і Бріанни, що цілуються. Джексона починають переслідувати два агенти міноборони. Він змушує одного з них побачити у своєму напарнику монстра та вбити його. Малдер та Скаллі знаходять тіла ще двох агентів, які застрелили одне одного. Джексон втікає, прийнявши вигляд переляканої медсестри.
Наступного дня Скаллі і Малдер заїжджають на сільську автозаправку, поряд з якою знаходиться вітряк, який Скаллі бачила в «сніговій кулі». Малдер йде в туалет, а Скаллі знову стикається з Пітером Вонгом. Він каже, що вирушає в подорож по всій країні, і висловлює жаль, що не дізнався про Скаллі краще. Вонг сідає в машину та їде. Скаллі згадує, що Вонг був автором книги про «майстра пікапа», яку вона знайшла у спальні Джексона. Агенти переглядають записи із відеокамер АЗС. Там видно, що Скаллі насправді не розмовляла з Вонгом, а з Вільямом. Скаллі та Малдер раді бачити свого сина живим хоч на відеоплівці.
Якщо ні за що не боретеся — нізащо і помрете

## Зйомки
Зйомки сезону розпочалися в серпні 2017 року у Ванкувері, де знімався попередній сезон разом із оригінальними п'ятьма сезонами серіалу. Вонг був натхненний написати цей епізод після того, як пережив сонний параліч у Мексиці під час зйомок фільму. «Я пережив цю божевільну подію в готелі: я відчув присутність у кімнаті, і не міг поворухнутися. Мене переслідували або гнали за цією сутністю, а потім я знову опинився в ліжку. Це був генезис. Це справді вплинуло на мене. Ось як я почав це робити. Це був п'ятий епізод, тож ми хотіли мати пробний камінь у міфології всього цього. (Виконавчі продюсери) Кріс (Картер), Глен (Морган), Дарін (Морган) і я всі говорив про ідею Вільяма. Але мені також сподобалися епізоди про монстрів. Тож було питання, як ми можемо об'єднати ці дві ідеї, які мені подобаються, у щось, що пов'язано з Вільямом. І тоді ви розумієте — зачекайте секундочку, Вільям має особливі сили. Тож усі ці ідеї переплітаються одна з одною і стають цим епізодом».

## Показ і відгуки
«Гуль» отримав дуже позитивні відгуки критиків. На «Rotten Tomatoes» рейтинг схвалення становить 100 % із середньою оцінкою 7,3 з 10 на основі 7 відгуків.
Під час початкової трансляції в США 31 січня 2018 року він отримав 3,64 мільйона глядачів — що менше, ніж попереднього тижня, коли було 3,87 мільйона глядачів.
Станом на вересень 2022 року на сайті «IMDb» серія отримала 7.9 бала підтримки з можливих 10 при 2730 голосах користувачів. Оглядач Мет Фаулер для «IGN» писав так: «Гра у Гулі здавалася жахливо небезпечною та безвідповідальною через витівки, але в цілому епізод був гарною „матрьошкою“ сюрпризів. Цей епізод вправно неодноразово неодноразово, і спостерігати за тим, як він переходить від окремої до значущішої міфології, було грандіозною подорожжю. Крім того, гра Джилліан Андерсон була приголомшливою».
В огляді «IndieWire» зазначено так: «Хоча загалом епізод, був би досить крутим, те, як він здивував нас тим, що таємно був частиною стелс-міфології, стало, мабуть, найпереконливішим поворотом і тим, що вказує — „сполучної тканини“ більше, ніж очікувалося, цього сезону. Крім того, Андерсон знову показала справді динамічний виступ із емоційно величезним матеріалом, який їй дали. Зрештою, це приємний епізод, недоліком якого є тягар надто великої експозиції, покликаної пояснити міфологію, яка часом не піддається опису.» Оглядач Кріс Лонго для «Den of Geek» «Це чудово виконаний епізод, що викликає сміх, і ідеально підібраний акторський склад. І знову „Секретні матеріали“ мають щось значуще сказати про світ. Як зазвичай буває -е ефективніше, коли на це дивитися через призму комедії.»

## Знімалися
| Актор             | Роль              |
| ----------------- | ----------------- |
| Девід Духовни     | Фокс Малдер       |
| Джилліан Андерсон | Дейна Скаллі      |
| Мітч Піледжі      | Волтер Скіннер    |
| Майлз Роббінс     | Джексон Вандекамп |
| Сара Джеффері     | Бріанна Степлтон  |
| Маделейн Артур    | Сара Тернер       |
| Луїс Феррейра     | детектив Коста    |
| Бен Коттон        | Паулсен           |
| Зак Сантьяго      | Грін              |
| Франсуа Шо        | Петер Вонг        |
| Вільям Брюс Девіс | Курець            |
| Суніта Прасад     | Алієн Шольц       |
| Кейт Арбутнот     | Гулі              |